# Villa fauna
Villa fauna är en tvåvingeart som först beskrevs av Fabricius 1805.  Villa fauna ingår i släktet Villa och familjen svävflugor. Inga underarter finns listade i Catalogue of Life.